# Artère collatérale radiale
L'artère collatérale radiale est une artère du bras.

## Origine
L'artère collatérale radiale est une branche collatérale de l'artère profonde du bras.

## Trajet
Elle descend en avant dans le sillon bicipital latéral et s'anastomose avec l'artère récurrente radiale. Elle contribue au réseau articulaire cubital.

## Galerie

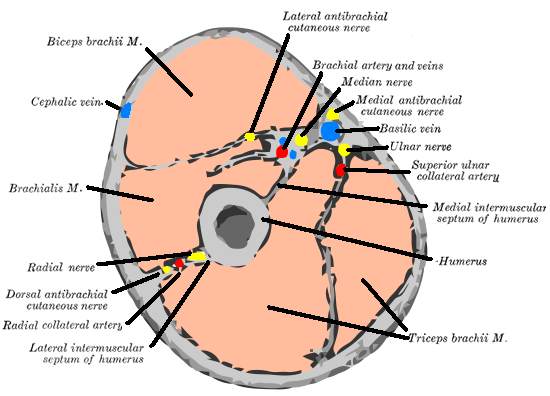
Coupe transversale au milieu de la partie supérieure du bras.
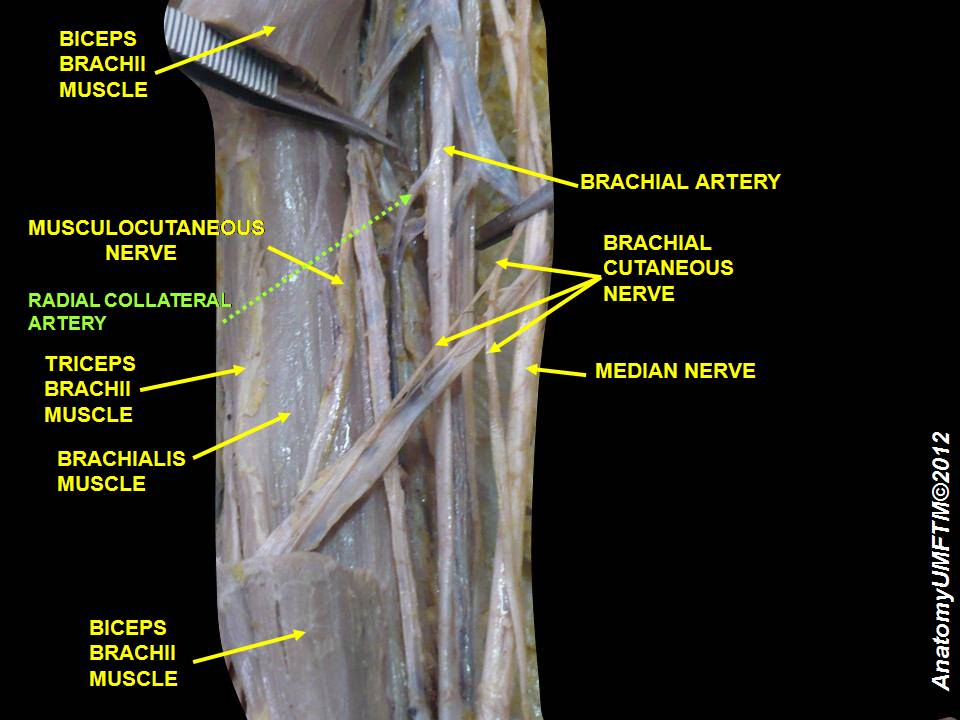
L'artère collatérale radiale